# روتنیم تتراکسید
تتراکسید روتنیم (به انگلیسی: Ruthenium tetroxide) با فرمول شیمیایی RuO۴ یک ترکیب شیمیایی است. که جرم مولی آن ۱۶۵٫۰۷ g/mol می‌باشد. شکل ظاهری این ترکیب، مایع بی‌رنگ است.